# Jutiapa (Salvador)
Pour les articles homonymes, voir Jutiapa.
Jutiapa est une  municipalité du département de Cabañas au Salvador. Sur la commune se situe le barrage hydroélectrique de Cerrón Grande.